# Olga Jegorova (domare)
Olga Jegorova  är en rysk domare som är ordförande för Moskvas lokala domstol. Jegorova utnämndes till denna post av Rysslands president Boris Jeltsin år 1999, och utnämningen var kontroversiell.
Hon är gift med en FSB-agent som är f.d. KGB-agent.[källa behövs]